# Hubersdorf
Hubersdorf är en ort och kommun i distriktet Lebern i kantonen Solothurn, Schweiz. Kommunen har 717 invånare (2023).